# Летаба (річка)
Летаба — річка, що поротікає в провінції Мпумаланга, ПАР, де Лімпопо і Клейн Летаба впадають в одне русло і разом продовжують свій шлях у річці Летаба, поки вона не з'єднується з річкою Мпумаланга, незадовго до кордону з Мозамбіком. В Мозамбіку цю річку називають Ріо Елефантс.
Притоки: Нгарвені, Нгвен'єні, Нванедзі і Макадзі.
| Південно-Африканська Республіка | Це незавершена стаття з географії Південно-Африканської Республіки. Ви можете допомогти проєкту, виправивши або дописавши її. |